# 多任务处理

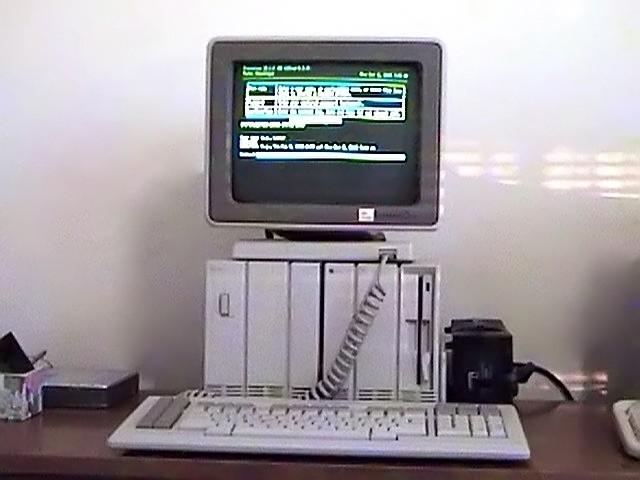
運作早期多工作業系統CTOS的電腦

多任务处理（英語：Computer multitasking）是指计算机同时运行多个程序的能力。多任务的一般方法是运行第一个程序的一段代码，保存工作环境；再运行第二个程序的一段代码，保存环境；......恢复第一个程序的工作环境，执行第一个程序的下一段代码......现代的多任务，每个程序的时间分配相对平均。

## 多道程序
计算机的早期，多任务被称作多道程序（multiprogramming）。多道程序是令CPU一次读取多个程序放入内存，先运行第一个程序直到它出现了IO操作。因为IO操作慢，CPU需要等待。为了提高CPU利用率，此时运行第二个程序。即，第n+1个程序得以执行的条件是第n个程序进行IO操作或已经运行完毕。这种方式每个程序的时间分配是不均等的，很可能第一个程序运行了几个小时而不出现IO操作，故第二个程序没有运行。
在当初，这种情况是令人接受的。人们一次指定运行多个程序，过几个小时或一天后来看运行结果或拿走打印出来的文件。人们不需要实时获得每个程序的运行情况，只关心运行结果。